# Оанн
Оа́нн (или Оа́ннес, или У-Ан) — по преданию шумеров, герой с головой и телом рыбы, но с человеческими ногами (и с человеческим лицом), вышедший из Персидского залива.
Предание об Оаннесе известно из рассказов вавилонского историка Беросса. Оанн пришёл к жителям Месопотамии в качестве реформатора и наставника. Он принёс им цивилизацию, письмо и науки, закон.

В первый год появилось из моря, в том месте, что вблизи Вавилонии, ужасное существо по имени «Оан», тело у него всё было рыбье, а из-под головы, из-под рыбьей головы, росла другая голова и подобным же образом человеческие ноги росли рядом с рыбьим хвостом. Голос же у него был человеческий. Изображение его и теперь ещё сохраняется. Это существо дни проводило среди людей, не принимая никакой пищи, и научило людей грамоте, и математике, и владению искусствами разного рода, научило жить в городах, основывать храмы, устанавливать законы, и геометрии научило, и показало, как собирать зерно и плоды, и вообще научило всему, что относится к культурной жизни. С того времени ничего больше уже не было изобретено. С заходом солнца существо это вот, Оан, ныряло назад в море и ночи проводило в пучине. Потому что было оно амфибией.
— Беросс, Вавилонская история
Также, как пишет Беросс, Оанн написал рассказ о сотворении мира и государственном устройстве и передал его людям.
В европейской традиции предание об Оаннесе неоднократно использовалось мистиками и оккультистами, а также привлекалось в неакадемических исследованиях истории.
В творчестве американского писателя Лавкрафта, неотъемлемой частью которого являются Мифы Ктулху, присутствует образ Глубоководных — разумных, высокоорганизованных амфибий, внешне схожих с описанием облика Оанна. Глубоководные иногда выходили на контакт с людьми, поставляли им рыбу и золото, а также производили на свет общее потомство — видимо, Глубоководные и люди когда-то произошли от одного и того же неизвестного предка.

## Сопоставления
- У ханаанеев — Дагон, и, по-видимому, отождествлялся с Илем — «отцом богов»[1].
- Этимология, связанная с «рыбой», связывает его с богом шумеро-аккадской мифологии Эа.